# Боровицкая башня
Борови́цкая ба́шня (также Предте́ченская, Черто́льские ворота, Борови́цкие ворота) — башня и проездные ворота в юго-западной части Московского Кремля. Выходит к одноимённой площади и Александровскому саду рядом с Большим Каменным мостом. Название башни, предположительно, происходит от древнего бора, покрывавшего Боровицкий холм в ранней истории Москвы.
Боровицкие ворота хронологически являются одной из самых первых построек Москвы, они существовали ещё в деревянной крепости Дмитрия Донского. Башню над воротами построили в 1490 году, в период перестройки Кремля из белокаменного в кирпичный. Автором проекта выступил итальянский архитектор Пьетро Антонио Солари. Шатровое навершие с черепичной кровлей добавили в XVII веке, до 1935 года его украшал позолоченный двуглавый орёл. С 1937-го на шпиле находится рубиновая звезда.
Ворота в башне сохранились и служили для хозяйственных нужд: с их стороны был пологий спуск к Неглинке, в средние века через них проходили к Конюшенному и Житному дворам. В XXI веке из всех Кремлёвских ворот только Боровицкие остались проездными — ими пользуется кортеж президента России.

## Происхождение названия
Основное название ворот и башни происходит от древнего бора, который покрывал склоны реки и Кремлёвский (Боровицкий) холм во времена основания Москвы. В другом источнике указано что «Боровицкая» названа от урочища. Название «Чертольские» закрепилось из-за дороги на Чертолье — местности вокруг речки Черторой с оврагами и буераками.

## История

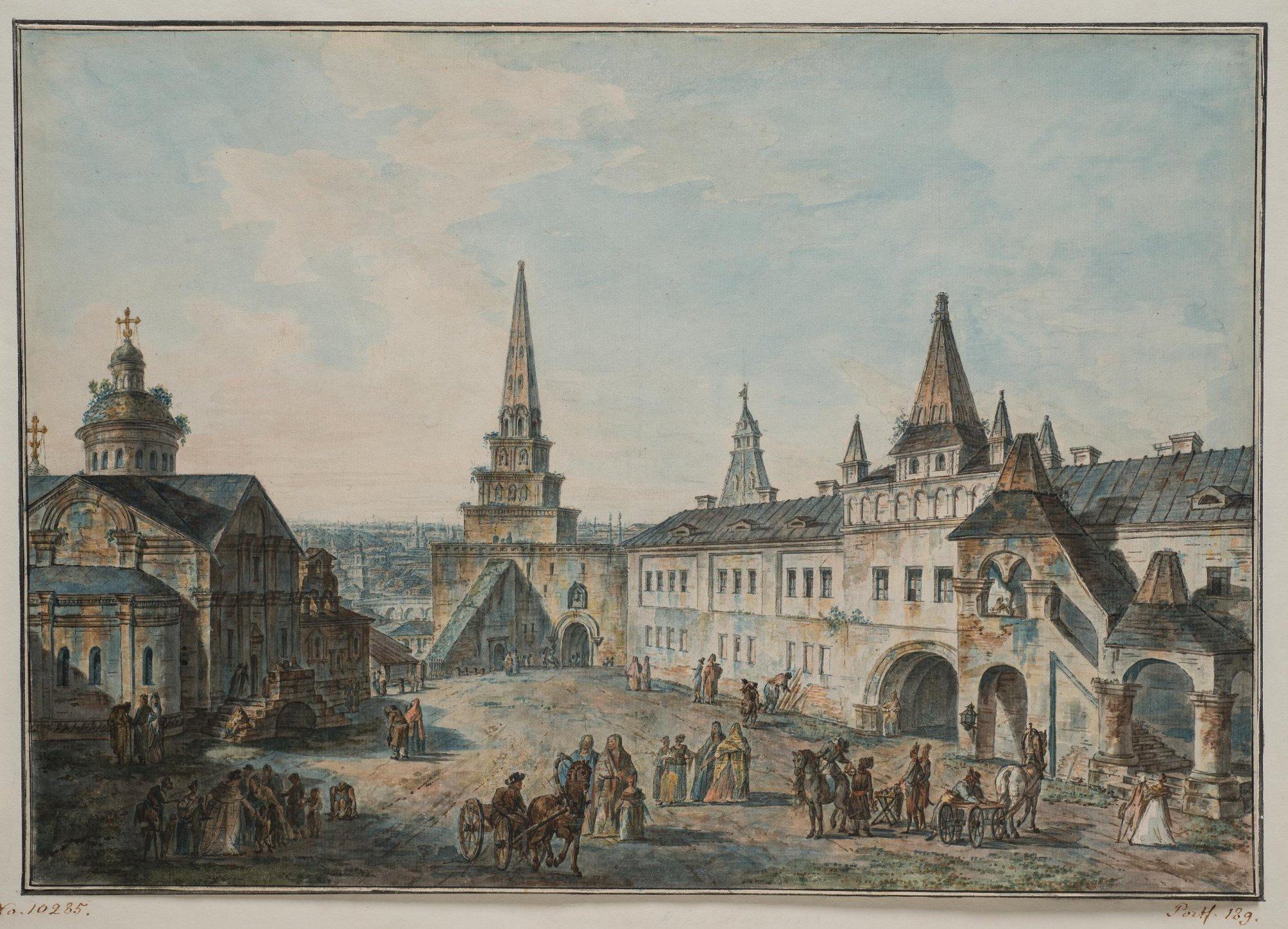
Боровицкая башня (в центре) между церковью Иоанна Предтечи и Конюшенным приказом (картина Фёдора Алексеева, начало XIX века)

### Боровицкий холм
Боровицкий холм, на котором находятся ворота и башня, является историческим центром Москвы. В его окрестностях археологи обнаружили стоянки Бронзового века, а с 1147 года встречаются первые летописные свидетельства о городе Юрия Долгорукого. При князе Иване Калите в 1339—1340 годах вокруг поселения на холме были построены первые дубовые крепостные укрепления. При Дмитрии Донском в 1366—1368 годах их заменили на белокаменный Кремль, в котором, предположительно, и была первая Боровицкая башня. Это подтверждает запись о постройке в 1461-м первой каменной московской церкви Иоанна Предтечи. Согласно летописям, она стояла «под бором, у Боровицких ворот». Историк XIX столетия Иван Кондратьев прямо называет участок, где построены Боровицкие ворота, центром основания Москвы:
Это место есть <…> маковица Кремлёвского холма, его средоточие, <…> есть первое историческое урочище, вокруг которого впоследствии раскинулась необъятная Белокаменная.

### Основание
Боровицкие ворота были заложены как хозяйственный, задний въезд в Кремль, поэтому мало привлекали внимание летописцев и сведений об их ранней истории сохранилось немного. Предположительно, при перестройке в камень крепости Дмитрия Донского на месте бывших деревянных ворот в стене проложили новые, но оставили прежнее название. О хозяйственном значении ворот свидетельствует следующий эпизод:
Великий князь Василий III, заболев по дороге и желая въехать в Москву скрытно, чтобы иноземные послы, там бывшие, не увидели его в слабости и изнеможении, поехал во врата Боровицкие, откуда он попадал прямо к себе в покои через свои, недоступные постороннему глазу, деловые дворы.
Основатель русской археологии историк Иван Забелин писал о Боровицких воротах:
По всему вероятию, в начальное время они открывали путь не прямо на гору, а только на Подол Кремля, как это заметно и теперь по закладенной арке в Боровицкой башне, проводившей и в позднее время к тому же Подолу.
Однако с точки зрения фортификации в ранней истории Москвы Боровицкие ворота были надёжной частью Кремля. Во времена русско-литовских войн армия великого князя Ольгерда дважды безуспешно осаждала крепость, а после третьего раза было заключено перемирие на условиях Дмитрия Донского.

### Строительство
Боровицкую башню, от которой происходит современный вид, в 1490 году построил итальянский архитектор Пьетро Антонио Солари, прибывший из Милана в Москву по приглашению Ивана III. Башня получила лаконичную четырёхгранную форму и была декорирована только рядом ширинок и лопаток по верхнему диаметру. Венчал здание невысокий деревянный шатёр. В этот период от Боровицких ворот до Великокняжеского дворца шла широкая улица, а со стороны реки к Белому городу был перекинут деревянный мост.
В 1499 году под руководством Солари была возведена стена от Боровицкой до угловой Водовзводной башни. В XVI—XVII веках через Боровицкую башню въезжали к Житному и Конюшенному дворам. На планах города в эпоху царствования Бориса Годунова у Боровицкой башни уже обозначены каменный арочный мост и стрельница со стороны Москвы-реки.

### XVI век
В 1510 году русло решили выпрямить и приблизить к стенам, тогда был вырыт канал от Боровицкой башни до Москвы-реки. Так юго-западная часть Кремля стала менее уязвимой в случае осады. 
В XVI веке на территории между Троицкими и Боровицкими воротами находились многочисленные хозяйственные здания: поварни, медоварни, мыльни и малые избы. К ним примыкали Сытный, Кормовой и Хлебенный дворцы, вокруг которых было свыше тридцати подвалов, погребов и ле́дников.
Изначально Боровицкие ворота были укреплены слабее других въездов в Кремль, поскольку и так располагались в выгодном с точки зрения фортификации месте. Участок стены между ними и Угловой Арсенальной башней находился на высоком холме, а в сторону Свибловой башни его защищал ров от Неглинной к Москве-реке. Вокруг Троицкой стрельницы Алевиз Старый расположил вылазы и слухи — подземные тайные комнаты, которые позволяли незаметно приблизиться к осаждающим и загодя услышать звуки подкопов. Предположительно, такими же тайниками была окружена и Боровицкая башня. При раскопках в XIX и XX веках действительно были обнаружены остатки многочисленных подземных ходов и помещений, однако их идентификация и классификация осложняются отсутствием упоминаний в летописях и многочисленными перестройками башен, которые происходили на протяжении истории Кремля. С момента основания первой крепости на Боровицком холме и до современности культурный почвенный слой вырос на три-пять, в некоторых местах — восемь метров. Так, например, в 1894 году был открыт подземный арочный пролёт без фундамента на участке Кремля от Боровицкой до Оружейной башни. Исследователи пришли к выводу, что он был устроен для стока почвенных вод на месте бывшего оврага у Неглинной — одного из тех, по которому Боровицкие ворота назывались Чертольскими.

### XVII век
Согласно Описи ветхостей 1646 года, к тому моменту в Боровицкой башне разрушились внутренние лестницы, в некоторых местах осыпался кирпич, были сломаны опускающаяся герса и потолок над ней. Аналогичный документ от 1667-го указывал, что «своды целы, а башня осыпалась кругом на сажень». При царе Михаиле Фёдоровиче в Кремле были разбиты сады, на Неглинной у Боровицких ворот «даже имелись виноградные лозы, лимонные, лавровые и фиговые деревья».
19 апреля (по некоторым источникам — 16 апреля) 1658 года царь Алексей Михайлович издал указ о переименовании Боровицких ворот в Предтеченские, в честь близлежащей церкви Иоанна Предтечи «На Бору».
Самое значительное изменение внешнего облика Боровицких ворот произошло в период с 1666 по 1680 год. Тогда у башни надстроили новую вершину: черепичный шатёр на трёх четырёхгранных ярусах и одном восьмигранном. Каждый из них был оформлен индивидуально. Первый ярус с поясом машикулей украсили ширинками, второй и третий декорировали квадрами и кругами, готическими зубцами, а по углам — окнами с колоннами и фронтонами в виде кокошников. В те же годы была пристроена отводная стрельница, в ней расположили новый свод ворот, а старый проезд заложили. В арке разместили железную решётку, а мост через реку Неглинную разобрали и заменили на подъёмный. Последнее важное изменение облика башни в XVII веке было сделано в 1688 году: тогда на её шпиле впервые установили золочёного двуглавого орла.

### XVIII — первая половина XIX века

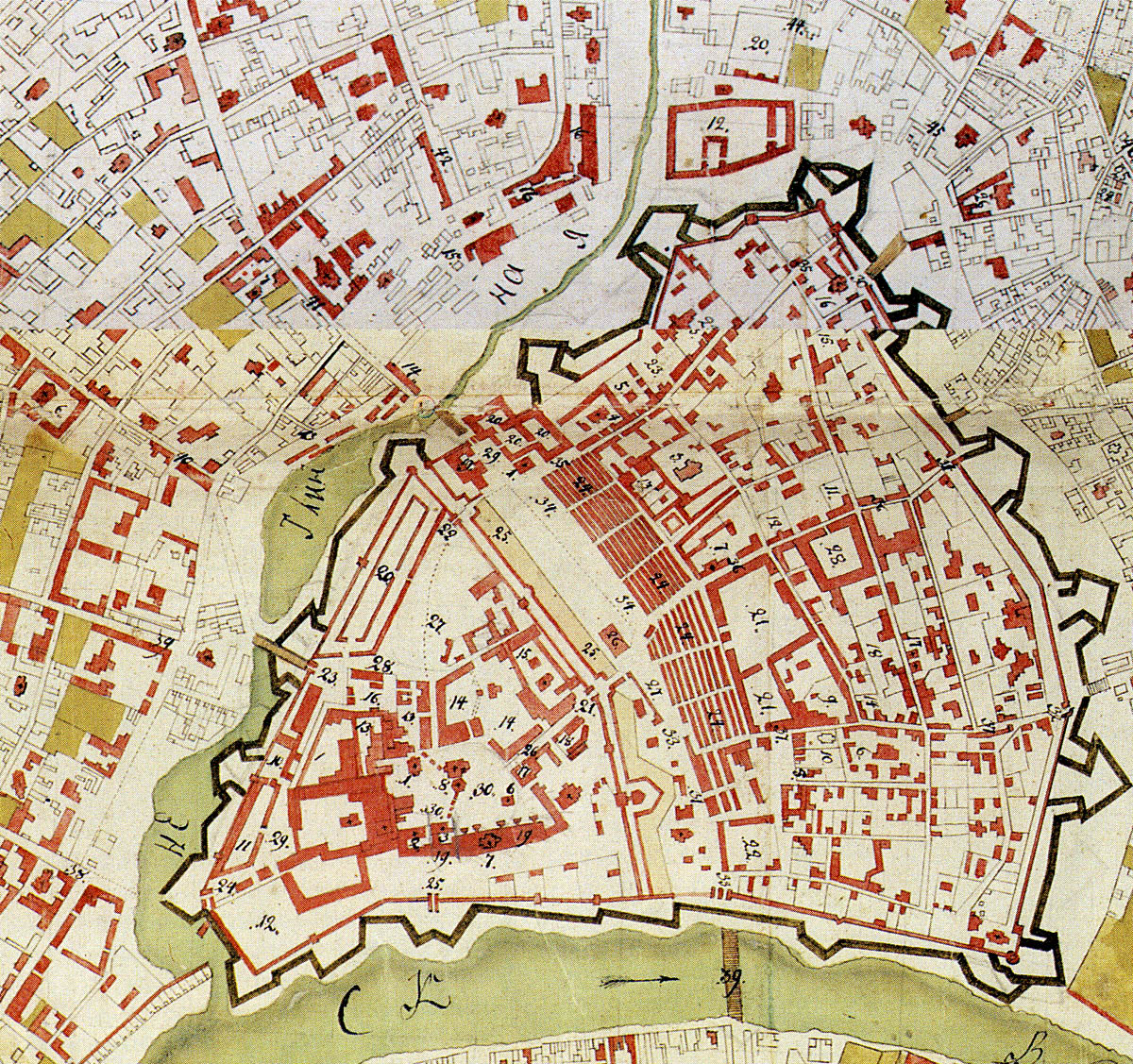
Кремль в 1760-х годах, Боровицкие ворота обозначены номером 24

В XVIII веке Кремль ещё имел оборонное значение — во время Северной войны Карл XII угрожал напасть на Москву, поэтому с 1 июня 1707 года по приказу Петра I началось дополнительное укрепление. Со стороны Москвы-реки были насыпаны земляные болверки, а у Боровицких ворот построен бастион, острым углом выходивший на одноимённый мост.
Во время подготовки к коронации Екатерины II 11 августа 1762 года Гофинтендантская контора получила приказ отремонтировать башню и подготовить её к украшению торжественной иллюминацией. Ответственными за эти работы были назначены архитектор Иван Мичурин и плотник Эрих Гампус. Сохранилась подробная смета, в которой они перечисляли необходимые материалы: только на украшение фасада потребовалось 36 фунтов краски и 400 фонарей разных цветов. Предположительно, в этот период башня получила готическое оформление. Оно сохранилось почти на полвека, в том числе при реставрации под руководством архитектора Ивана Еготова в 1805 году.
Как и многие другие здания Кремля, Боровицкая башня пострадала в Отечественной войне 1812 года. При отходе войск Наполеона из Москвы её не заминировали, но от взрыва соседней Водовзводной башни у Боровицкой обрушилась шатровая вершина. В послевоенные годы, с 1816 по 1819-й, под руководством архитектора Осипа Бове шло восстановление Кремля. В 1817 году отремонтировали Боровицкие ворота, в этот период с башни были убраны готические украшения.
В 1821 году Неглинная была заключена в трубу, а на её месте разбит Александровский сад. Подъёмный мост башни потерял своё значение и его разобрали.
Обустройство церкви в башне

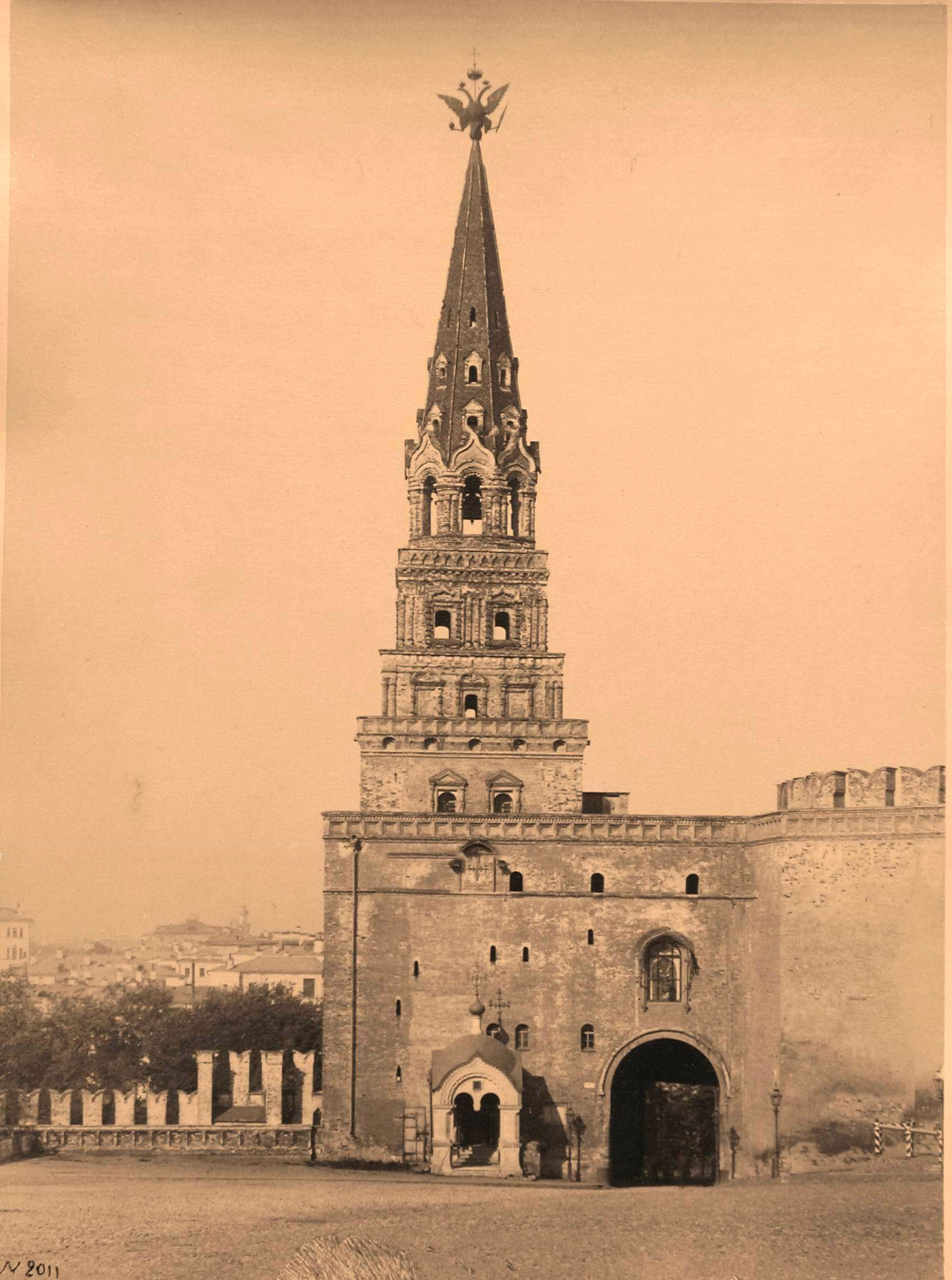
Вид из Кремля на Боровицкую башню и часовню. Около 1889 г.

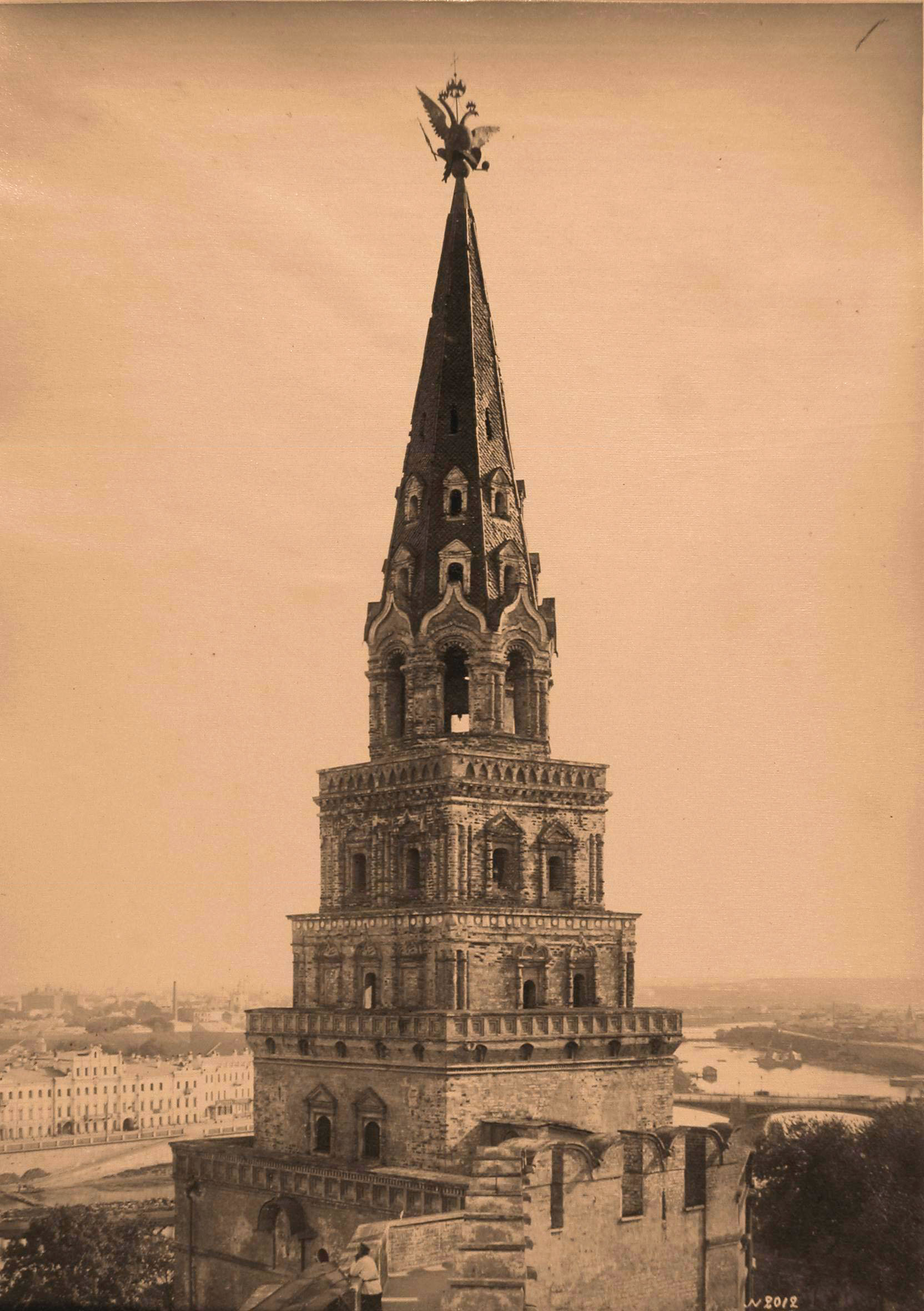
Вид верхней части Боровицкой башни Кремля. Около 1889 г.

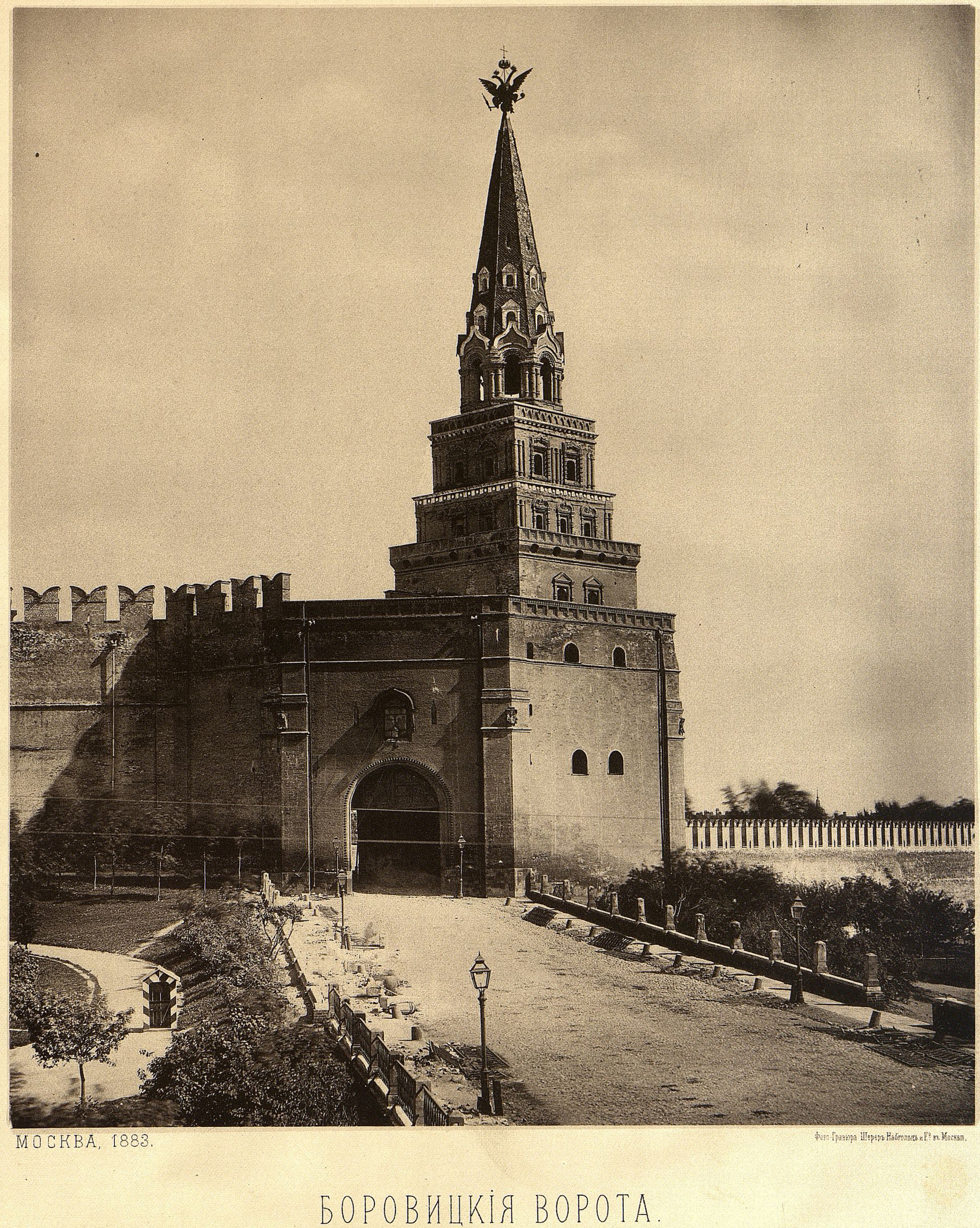
Фотография из альбома Николая Найдёнова, 1883 г.

В 1847 году древнюю церковь Рождества Иоанна Предтечи на Бору решено было разобрать, поскольку она мешала проезду к недавно построенному Большому Кремлёвскому дворцу. Архитекторы Владимир Бакарев, Фёдор Рихтер и Николай Чичагов получили задание перестроить внутренние помещения Боровицкой башни и перенести туда церковный престол. На строительство городская казна выделила десять тысяч рублей.
С внутренней стороны Кремлёвской стены к башне была пристроена часовня с шатровым крыльцом, на главку которого поместили копию креста древней церкви. Подлинник разместили выше, под специальным зонтом, рядом повесили белокаменную табличку с надписью «Сей древний крест церкви Рождества Иоанна Предтечи, построенной в 1461 году, на настоящее место перенесён 1847 года». Ниже, на уровне проездных ворот, была установлена вторая табличка:

Повелением Благочестивейшего Государя Императора Николая I храм Рождества Иоанна Предтечи, построенный при Великом Князе Василии Тёмном в 1461 году, временем и взрывом 1812 года подверженный разрушению, перенесён в сие здание башни над Предтеченскими по народному преданию Боровицкими воротами и освящён Филаретом Митрополитом Московским Мая 1847 года.
Церковь и часовня заняли весь нижний массив башни, их соединяла между собой большая каменная лестница. В шатровой вершине разместили четыре колокола из разобранного храма. Для прохода на верхние ярусы в юго-западной части Боровицкой башни оставили отдельную винтовую лестницу. 2 мая 1848 года новая церковь была освящена. Общество неоднозначно отреагировало на уничтожение древнего здания и споры о целесообразности не утихали даже после окончательного обустройства башни. В октябре 1848 года подрядчик Леонов, который принимал участие в перестройке, предложил также перенести на Боровицкую ещё пять колоколов: четыре — из собранных на переплавку в пушки и один бывший большой часовой с Троицкой башни. Его отлил в 1686 году мастер Фёдор Моторин, некоторое время спустя после установки колокол рухнул при пожаре, пробив два свода, и долгое время лежал без дела.
Первое время службы проводились только два раза в году — 24 июня и 29 августа, но постепенно были сокращены до одного. В киоте над воротами находилась икона святого Иоанна Предтечи.

### Вторая половина XIX века
В 1863 году башню снова реконструировали: переложили цоколь, отремонтировали стены, белокаменные украшения и образа над воротами. В ходе этого ремонта были уничтожены многие элементы декора.
С 1865 года Москву начали переводить на газовое освещение, первым зданием для применения новой иллюминации стал Архангельский собор Кремля. В 1866-м при прокладке труб от Московского газового завода в проезде Боровицких ворот обрушился свод подвала, вместо ремонта его разобрали и засыпали щебнем и строительным мусором.
Спустя почти тридцать лет, в 1894 году, князь Николай Щербатов руководил раскопками в подземной части Боровицких ворот. Под правым выступом башни была обнаружена палата длиной в восемь метров и с потолками в 11 метров. В прошлом она делилась на три этажа, у верхнего был ряд амбразур, к XIX веку заложенных. Из палаты существовал выход на Императорскую площадь, вероятно, его заделали при переносе часовни в башню. Вторую подземную палату обнаружили под проездом ворот, её стены были асимметричны, а высота достигала шести метров. Со стороны Москвы-реки Щербатов обнаружил фундамент первой отводной стрельницы времён реконструкции Кремля при Иване III.
Забытые за многие века Кремлёвской истории многочисленные тайники, слухы, засыпанные подвалы и подземные палаты из-за суффозии и тяжести верхнего слоя начали приводить к провалам почвы, о чём писали в газете «Новое время» в 1984 году:

…кремлёвские подземелья сообщались когда-то между собой коридорами и имели без сомнения несколько выходов на поверхность земли <…> один из них внутри Кремля, именно из второго подвала при Архангельском соборе, при лестнице на теперь замощенную проезжую часть, против южной стены собора; другой, видимый и теперь, находится вне Кремля, под башней над Боровицкими воротами, в третьем отделении Александровского сада. В этом месте в конце сороковых годов был открыт огромный из белого камня подвал и коридор.

### XX век

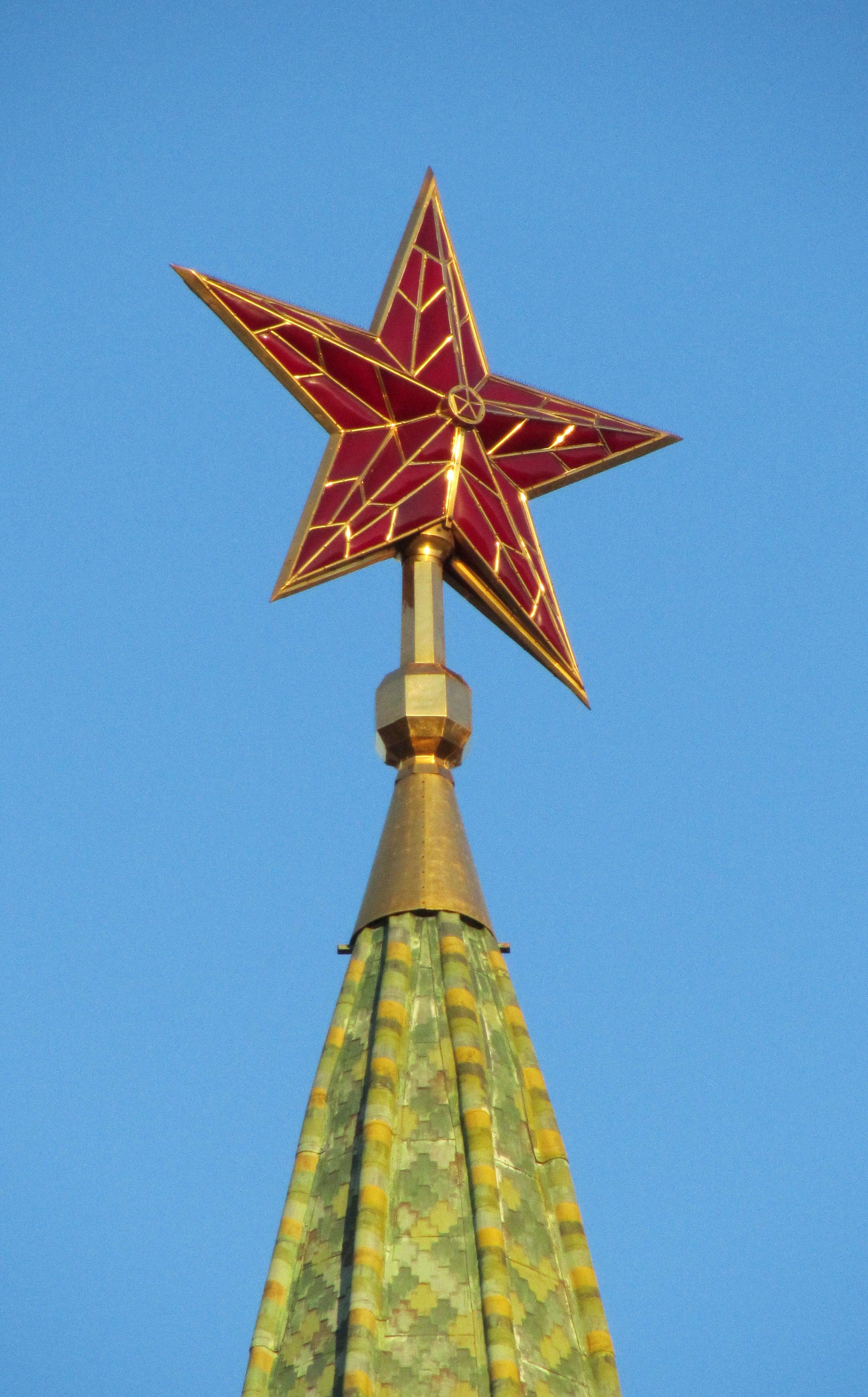
Рубиновая звезда 1937 года и медные листы с рисунком «под черепицу», 2012

Боровицкие ворота не пострадали во время обстрела Кремля большевиками. В 1920-х годах церковь Иоанна Предтечи упразднили, снесли пристроенное к башне крыльцо с шатром и сняли икону из киота. Осенью 1935 года по инициативе советской власти императорских орлов с Кремлёвских шпилей заменили на украшенные самоцветами звёзды с серпом и молотом внутри. Боровицкая башня получила звезду высотой 3,35 метра, размах её лучей составлял 3,2 метра. Первые экземпляры оказались непрочными и не давали яркого света, поэтому уже два года спустя их демонтировали. Новая модель оказалась удачнее: был разработан уникальный сплав стекла насыщенного оттенка и более устойчивый ко внешним воздействиям. С 1937 года вторая звезда бессменно украшает шпиль башни.
В конце 1930-х годов в начале улицы Знаменки снесли целый жилой квартал, освободившееся пространство назвали площадью Боровицких ворот. В 1956-м её переименовали в Боровицкую площадь. К официальному визиту в Москву президента США Ричарда Никсона в 1972 году за одну ночь снесли оставшуюся часть застройки Знаменки между улицами Моховой и Манежной. На освободившейся территории посадили газон, который в речи москвичей получил прозвище «лужайка Никсона».
В годы Второй Мировой войны Боровицкой башне также удалось избежать повреждений, несмотря на то что при обстрелах Кремля вплотную к ней падали бомбы. В целях маскировки рубиновые звёзды на шпилях были закрыты деревянными щитами. На арках ворот нарисовали белые полосы, чтобы облегчить ориентацию в тёмное время суток: разрешённая скорость движения составляла не выше 5 км/ч, а фары обязательно должны были быть потушены или затемнены.
С 1955 года Кремль частично открыли для туристов, а 30 августа 1960 года Совет Министров РСФСР присвоил Боровицкой башне и воротам статус объекта культурного наследия России. При этом внутри Кремлёвских стен продолжало работать правительство. 22 января 1969 года около Боровицкой башни младший лейтенант Виктор Ильин осуществил неудачное покушение на генерального секретаря партии Леонида Брежнева.

### Современность
В 2010 году Фондом Андрея Первозванного были найдены и восстановлены надвратные иконы Спасской и Никольской башни. Планировалось исследовать и восстановить иконы Боровицкой и других башен.

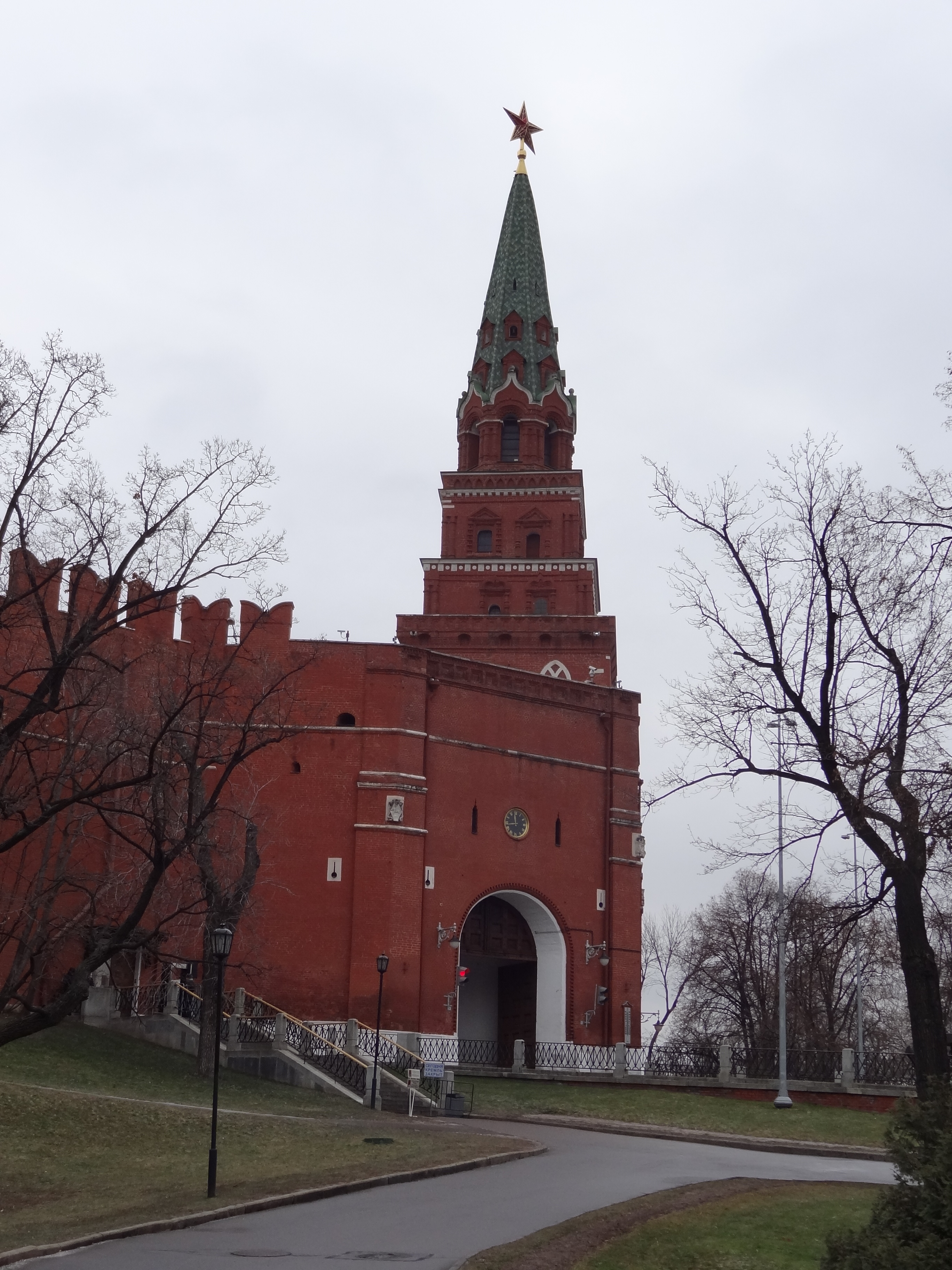
Боровицкая башня, 2011

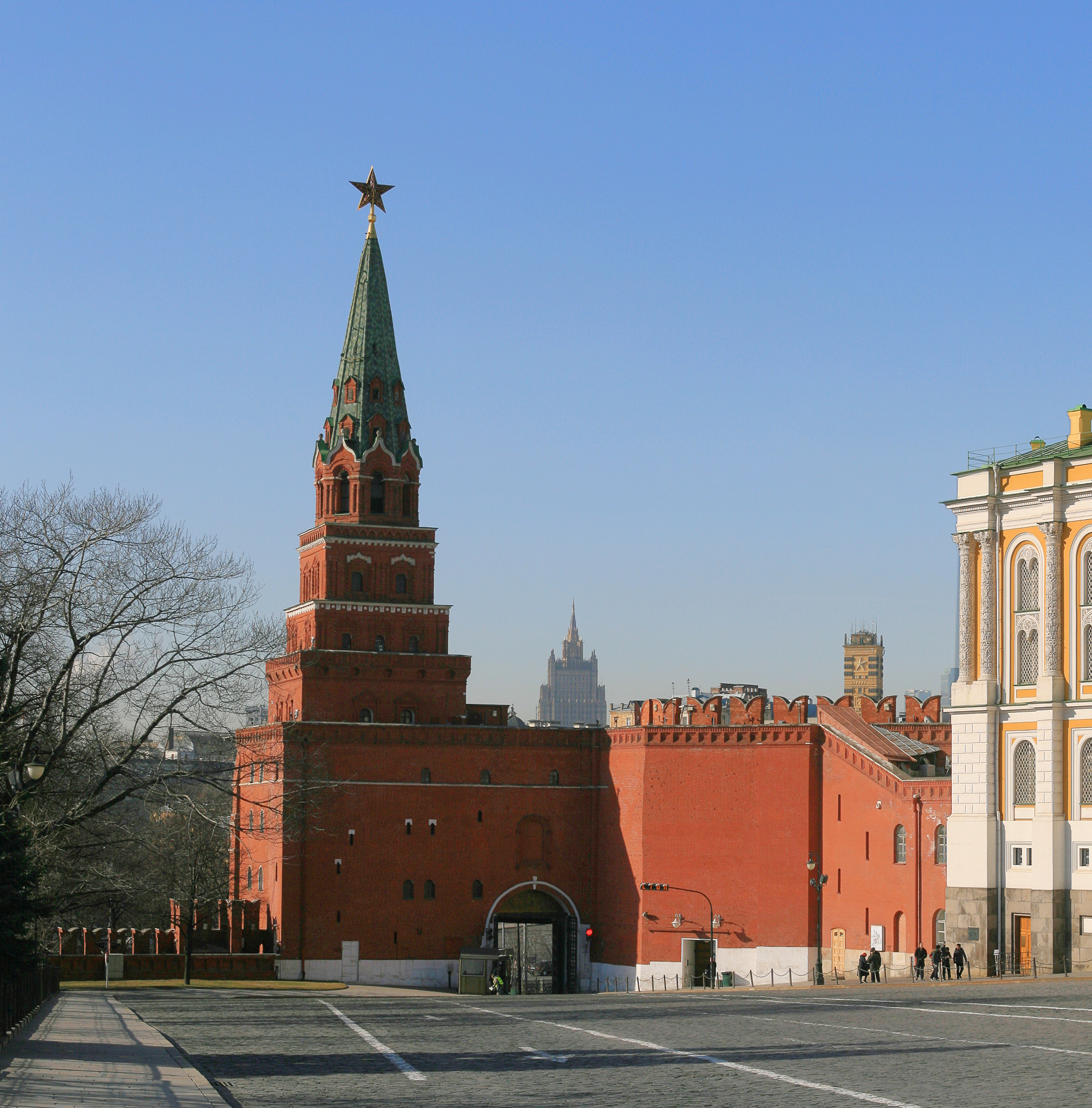
Боровицкая башня (из Кремля), 2014

В 2014 году президент России Владимир Путин предложил сделать свободным доступ к улице между Троицкими и Боровицкими воротами. При этом Боровицкие в современности — единственные постоянно действующие проездные ворота Кремля, ими постоянно пользуется президентский кортеж. Только на время ремонтных работ используют Спасские. Также через Боровицкую башню проходят посетители Оружейной палаты.
В 2015 году на площади напротив Боровицких ворот был установлен памятник князю Владимиру работы скульптора Салавата Щербакова и архитектора Игоря Воскресенского. Установка памятника вызвала широкий общественный резонанс, поскольку нарушала границу охранной зоны объекта культурного наследия под защитой ЮНЕСКО.
По сообщению коменданта московского Кремля Сергея Хлебникова, в период с 2017 по 2020 год планируется провести комплексную реставрацию всех стен и башен ансамбля. Также идёт обсуждение проекта создания входного комплекса, аналогичного построенному в 2012-м у Кутафьи башни. По словам Хлебникова, «нарушать восприятие внешнего вида Кремля» не планируется. Однако ещё в 2013 году, после возведения стеклянных павильонов у Кутафьи башни, ЮНЕСКО включила в свою повестку вопрос об исключении Кремля из списка объектов всемирного наследия.

## Особенности архитектуры
В 1912 году историк С. П. Бартенев в своём исследовании башен Кремля называл Боровицкую самой своеобразной из них:
Среди всего множества башен Италии и иных стран Европы ей нельзя приискать прототипа. В России можно указать лишь на один памятник, имеющий с ней сходство, это — башня Сумбеки в Казани. Отличие Боровицкой башни от других проездных башен Кремля усиливается ещё тем, что ея отводная стральница поставлена не прямо, как в них, а сбоку и имеет призматическую, а не квадратную форму.
Планировка башни
В плане башня делится на восемь этажей, внутренние лестницы с первого до четвёртого насчитывают 75 ступеней. Основной массив башни по высоте равен 16,68 метра и делится внутри на два яруса, перекрытых цилиндрическими сводами. С первого этажа можно попасть в частично засыпанный подвал. На втором ярусе остались детали декора бывшей здесь церкви, например солея XIX века.
Второй, третий и четвёртый ярусы очень схожи в конструктивном плане, все они имеют сомкнутый свод с распалубками для окон. По высоте отличается только третий в 3,47 метра, остальные два равны — 4,16 метра. Восьмерик высотой в 4,16 метра и шатёр в 18,07 метра объединены в одно помещение, их стены прорезают длинные узкие слухи. Ярусы соединены лестницами в толще восточной и северной стен. Винтовая лестница в юго-восточном углу башни проходит через весь основной четверик от подвала до второго четверика.
Отводная стрельница имеет в плане треугольную форму. Она сообщается с подвалом основного четверика. Над помещением проездных ворот расположены узкие отверстия, служившие прежде для цепей подъёмного моста через Неглинку. Кроме того, в проезде ворот сохранились вертикальные пазы для опускной решётки.
Белокаменные гербы

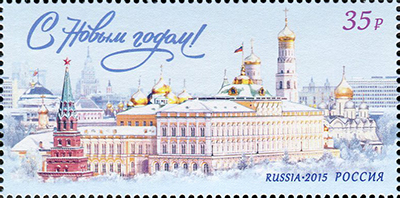
Башня на российской почтовой марке 2015 года

До настоящего времени на внешних углах Боровицких ворот сохранились три древних белокаменных герба, установленных ещё под руководством Антонио Солари в 1490 году. При этом их фактический возраст может быть ещё больше, если скульптуры переносили из белокаменного Кремля. Первый герб — Литовский — изображает всадника, заносящего над головой изогнутую саблю, и символизирует переход нескольких литовских бояр под покровительство московского князя. Второй герб — Казанский — изображает леопарда и также означает переход ханства под протекторат Москвы. Оба упомянутых политических события произошли за несколько лет до начала строительства кирпичного Кремля.
Наибольший интерес у историков вызывает третий герб — Московский, в форме двуглавого орла под короной. В результате двухлетней экспертизы известняка, из которого выполнена скульптура, его создание датируется 1489 или 1490 годом. Ещё одним аргументом в пользу исторической оригинальности герба является расположение башенной кладки — кирпичи вокруг него выложены особым «замком». До установки точного возраста Московского герба Боровицких ворот самым древним сохранившимся символом Российского государства считалась золотая печать Ивана III. Однако О. Г. Ульянов опроверг спорную атрибуцию, датировав белокаменные гербы временем реконструкции Боровицкой башни в 1817 году. В 2016 году было принято решение гербы демонтировать и передать в Оружейную палату, а на башне разместить точные копии из белого известняка.
Любопытно то обстоятельство, что они уцелели на Боровицких воротах по обеим сторонам въездной арки, куда они были занесены итальянцами, строителями Кремля. Щиты эти по общей форме представляют собою ни что иное, как металлический налобник лошади, и являются, таким образом, остатком рыцарского конского снаряжения.   (архитектор Н.В. Султанов, 1890 г.) 